# Плавтий Квинтилл
Плавтий Квинтилл (лат. Plautius Quintillus) — римский политический деятель.
Квинтилл происходил из италийского рода. Его отцом был консул 125 года Луций Эпидий Тиций Аквилин, а матерью Авидия Плавтия. Братом Плавтия был консул 162 года Луций Тиций Плавтий Аквилин.
В 159 году Квинтилл занимал должность ординарного консула вместе с Марком Стацием Приском Лицием Италиком.
Его супругой была дочь Луция Элия Цезаря (приемного сына императора Адриана) Цейония Фабия. В их браке родился сын, консул 177 года Марк Педуцей Плавтий Квинтилл.